# Saison 2022 de la Ligue française de League of Legends
Navigation
Édition précédente Édition suivante
La saison 2022 de la Ligue française de League of Legends est la quatrième saison de la Ligue française de League of Legends, le championnat français de parties compétitives du jeu vidéo League of Legends. La saison débute le 12 janvier 2022.

## Participants

### Résultats précédents et promus
Dix équipes participent à cette édition, les huit maintenues de la saison précédente, auxquelles s'ajoutent les deux promus de deuxième division : la Team Oplon et Mirage Elyandra qui font leur première apparition dans l'élite. Les équipes reléguées en Division 2 à l'issue de la saison 2021 sont IziDream et Team MCES.
| Équipe          | 1re apparition | Rang Estival 2021 |
| --------------- | -------------- | ----------------- |
| Karmine Corp    | Saison 2021    | 1er               |
| Vitality.Bee    | Saison 2019    | 2e                |
| Misfits Premier | Saison 2019    | 3e                |
| Solary          | Saison 2019    | 4e                |
| LDLC OL         | Saison 2019    | 5e                |
| Team BDS Ac.    | Saison 2021    | 6e                |
| GameWard        | Saison 2020    | 7e                |
| GamersOrigin    | Saison 2019    | 7e                |
| Team Oplon      | Saison 2022    | 1er Promu (Div 2) |
| Mirage Elyandra | Saison 2022    | 2e Promu (Div 2)  |

### Équipes
En début de saison, les compositions d'équipe sont les suivantes :
| Équipe                   | Joueurs                     | Joueurs                     | Joueurs                     | Joueurs                     | Joueurs                     | Entraîneur                  |
| Équipe                   | Toplaner                    | Jungler                     | Midlaner                    | Botlaner                    | Support                     | Entraîneur                  |
| ------------------------ | --------------------------- | --------------------------- | --------------------------- | --------------------------- | --------------------------- | --------------------------- |
| GamersOrigin             | Vizicsacsi                  | Karim kt                    | Ronaldo                     | SMILEY                      | Enjawve                     | Jesiz                       |
| GameWard                 | Melonik                     | Akabane                     | Czekolad                    | Innaxe                      | Kamilius                    | Nico / Malau                |
| Karmine Corp             | Cabochard                   | 113                         | Saken                       | Rekkles                     | Hantera                     | Striker                     |
| LDLC OL                  | Ragner                      | Yike                        | Eika                        | Exakick                     | Doss                        | Zeph                        |
| Mirage Elyandra          | Badlulu                     | Memento                     | RangJun                     | Cody Sun                    | Raxxo                       | Damles                      |
| Misfits Premier          | Irrelevant                  | TynX                        | Czajek                      | Woolite                     | Vander                      | delord                      |
| Solary                   | Kio                         | Djoko                       | Scarlet                     | Asza                        | Steeelback                  | Jon                         |
| Team BDS Academy         | Agresivoo                   | Sheo                        | Xico                        | Crownshot                   | Erdote                      | GotoOne                     |
| Team Oplon               | Darlik                      | Bruness                     | Peng                        | Tiger                       | Absolute                    | Zetural                     |
| Vitality.Bee             | Szygenda                    | Skeanz                      | Diplex                      | Jeskla                      | Jactroll                    | Realistik                   |
| Nationalités des joueurs | 15 - 10 - 6 - 3 - 2 - 2 - 1 | 15 - 10 - 6 - 3 - 2 - 2 - 1 | 15 - 10 - 6 - 3 - 2 - 2 - 1 | 15 - 10 - 6 - 3 - 2 - 2 - 1 | 15 - 10 - 6 - 3 - 2 - 2 - 1 | 15 - 10 - 6 - 3 - 2 - 2 - 1 |

### Commentateurs français
| Fabien Cullié alias « Chips »               | Kevin Remy alias « Tweekz »            |
| Charles Lapassat alias « Noi »              | Christian Defortescu alias « Gardoum » |
| Jean Medzadourian alias « Trayton »         | Alexis Girat alias « Marex »           |
| Valentin Ancelin alias « Rhobalas »         | Hadrien Forestier alias « Duke »       |
| Laure Valée alias « Bulii » (présentatrice) |                                        |

### Principaux transferts de joueurs
L'attractivité de la ligue française est très importante en 2022 en comparaison de la saison précédente. La Ligue Française de League of Legends (LFL) est la première destination des joueurs souhaitant être recrutés par une franchise de la LEC et une ligue puissante avec un engouement important. La LFL peut offrir des salaires plus importants que les autres championnats européens de même niveau, environ 8 000 euros pour les meilleurs joueurs de la LFL, ce qui attire des joueurs talentueux.
Le principal transfert de l'intersaison est l'arrivée de la vedette suédoise Rekkles à la Karmine Corp en novembre 2021. Le club a déboursé environ un million d'euros en frais de transfert pour s'attacher les services pour deux ans de la star mondiale. Il est considéré comme un joueur de classe mondiale.
La nouvelle structure franco-canadienne Mirage Elyandra s'est renforcée avec le recrutement de Liyu « Cody Sun » Sun, du Suédois Jonas « Memento » Elmarghichi, mais surtout du Sud-Coréen Sang-jun « Rangjun » Kim, talentueux joueur de 19 ans, ancien remplaçant de DWG KIA, l'équipe championne du monde en 2020,.
Gamers Origin a fait le choix de l'expérience en sélectionnant Kiss « Vizicsacsi » Tamas, une légende aux 400 matches de LEC, tout comme Misfits Premier qui a acquis les services de l'expérimenté Oskar « Vander » Bogdan,.
| Tableau détaillé des transferts | Tableau détaillé des transferts | Tableau détaillé des transferts | Tableau détaillé des transferts | Tableau détaillé des transferts | Tableau détaillé des transferts |
| Nom                             | Nationalité                     | Poste                           | Transfert                       | Provenance                      | Destination                     |
| ------------------------------- | ------------------------------- | ------------------------------- | ------------------------------- | ------------------------------- | ------------------------------- |
| Kiss « Vizicsacsi » Tamas       | Hongrie                         | Toplaner                        | -                               | PEACE                           | Gamers Origin                   |
| Martin « Rekkles » Larsson      | Suède                           | Botlaner                        | ± 1 millions d'euros            | G2 Esports                      | Karmine Corp                    |
| Liyu « Cody Sun » Sun           | Chine                           | Botlaner                        | -                               | TSM Academy                     | Mirage Elyandra                 |
| Jonas « Memento » Elmarghichi   | Suède                           | Jungler                         | -                               | GameWard                        | Mirage Elyandra                 |
| Sang-jun « RangJun » Kim        | Corée du Sud                    | Midlaner                        | -                               | DWG KIA                         | Mirage Elyandra                 |
| Oskar « Vander » Bogdan         | Pologne                         | Support                         | -                               | Misfits Gaming                  | Misfits Premier                 |

## Compétition

### Temps forts de la saison
Après une saison 2021 réussie, la Ligue française de League of Legends lance sa quatrième saison en janvier 2022 lors d'une conférence de presse. Avec les succès européens de la Karmine Corp l'année passée, « la ligue a connu une grosse hype qui permet d'activer de nouvelles pistes, d'attirer de grands joueurs» selon Yann-Cédric Mainguy, chef de l'esport chez GamersOrigin. L'amélioration du niveau de la compétition et le recrutement d'anciens joueurs de LEC placent la Ligue française de League of Legends lors de la saison 2022 comme le deuxième championnat le plus relevé en Europe après la LEC. Plusieurs spécialistes du jeu pensent que les meilleures équipes du championnat français peuvent rivaliser avec des équipes de LEC. Preuve supplémentaire de la professionnalisation et de l'internationalisation de la ligue, les matchs de la saison 2022 de LFL sont pour la première fois retransmis également en anglais.
Si la plupart des journées de compétitions se déroulent en ligne, la nouvelle saison voit les équipes s'affronter sur scène. Le premier événement en offline est organisé au Palais des Congrès de Nice les 2 et 3 février 2022 et réunit plus de 2 000 spectateurs,. L'événement est marqué par deux victoires de Solary et la Karmine Corp, aidée par un pentakill de Rekkles. Après des débuts en demi-teinte, la Karmine Corp enchaîne les victoires, Lucas « Saken » Fayard faisant taire les critiques et Dogukan « 113 » Balci montrant des qualités de meneur. LDLC OL, porté par les bonnes draft de son entraîneur Quentin « Zeph » Viguié, et Vitality.Bee, dont le toplaner Mathias « Szygenda » Jensen enchaîne les performances de qualité avec Gwen, s'échangent la tête du classement. En bas du classement, Team Oplon est toujours à la recherche sa première victoire après la fin de la phase aller. Ils vont chercher cette première victoire à l'occasion de la 16e journée en battant Mirage Elyandra alors que LDLC OL doit désormais partager sa place de leader avec la Karmine Corp.
Premier de la saison régulière du segment de printemps, LDLC OL confirme dans le tournoi final en dominant Karmine Corp trois manches à zéro pour se qualifier pour la finale, neutralisant le MVP de la saison régulière, Lucas « Cabochard » Simon-Meslet sur Jayce. Dans la partie basse du tableau de phase finale, BDS Academy enchaîne les victoires et surclasse la Karmine Corp pour se hisser en finale,. La finale du segment printanier est remportée par les LDLC OL, qui confirment leur première place de saison régulière après une saison 2021 difficile, sur le score de trois parties à deux. Supérieurs collectivement, Jérémy « Eika » Valdenaire, Thomas « Exakick » Foucou, Onurcan « Ragner » Aslan, Mads « Doss » Schwatz et Martin « Yike » Sundelin sont sacrés champions de France,.

### Segment du printemps

#### Saison régulière

##### Classement général
| 1  | LDLC OL         | 18 | 13 | 5  | Round 2               |
| 2  | Karmine Corp    | 18 | 12 | 6  | Round 2               |
| 3  | BDS Academy     | 18 | 12 | 6  | Round 1               |
| 5  | Vitality.Bee    | 18 | 11 | 7  | Round 1               |
| 5  | Misfits Premier | 18 | 11 | 7  | Round 1               |
| 6  | GamersOrigin    | 18 | 8  | 10 | Round 1               |
| 7  | Solary          | 18 | 8  | 10 | Non qualifié + 30 pts |
| 8  | GameWard        | 18 | 7  | 11 | Non qualifié + 18 pts |
| 9  | Mirage Elyandra | 18 | 6  | 12 | Non qualifié + 12 pts |
| 10 | Team Oplon      | 18 | 2  | 16 | Non qualifié + 0 pt   |

| Journée →       | 1 | 2 | 3 | 4  | 5  | 6  | 7  | 8  | 9  | 10 | 11 | 12 | 13 | 14 | 15 | 16 | 17 | 18 |
| Équipe          |   |   |   |    |    |    |    |    |    |    |    |    |    |    |    |    |    |    |
| --------------- | - | - | - | -- | -- | -- | -- | -- | -- | -- | -- | -- | -- | -- | -- | -- | -- | -- |
| GamersOrigin    | 6 | 8 | 9 | 7  | 4  | 8  | 6  | 9  | 8  | 8  | 8  | 8  | 8  | 7  | 7  | 7  | 6  | 7  |
| GameWard        | 1 | 4 | 6 | 7  | 4  | 4  | 6  | 5  | 3  | 3  | 5  | 6  | 7  | 7  | 8  | 7  | 8  | 8  |
| Karmine Corp    | 1 | 4 | 3 | 4  | 4  | 8  | 6  | 5  | 3  | 3  | 3  | 3  | 3  | 3  | 2  | 1  | 2  | 2  |
| LDLC OL         | 1 | 1 | 1 | 1  | 1  | 1  | 1  | 1  | 1  | 1  | 1  | 1  | 1  | 1  | 1  | 1  | 1  | 1  |
| Mirage Elyandra | 6 | 4 | 6 | 7  | 4  | 4  | 4  | 5  | 8  | 8  | 8  | 8  | 8  | 9  | 9  | 9  | 9  | 9  |
| Misfits Premier | 6 | 4 | 3 | 4  | 4  | 4  | 6  | 5  | 3  | 6  | 5  | 4  | 5  | 4  | 4  | 3  | 5  | 5  |
| Solary          | 6 | 8 | 6 | 4  | 4  | 4  | 4  | 2  | 3  | 6  | 7  | 6  | 5  | 4  | 6  | 6  | 6  | 6  |
| Team BDS Ac.    | 1 | 1 | 3 | 3  | 2  | 1  | 2  | 2  | 3  | 3  | 3  | 4  | 3  | 4  | 4  | 3  | 2  | 3  |
| Team Oplon      | 6 | 8 | 9 | 10 | 10 | 10 | 10 | 10 | 10 | 10 | 10 | 10 | 10 | 10 | 10 | 10 | 10 | 10 |
| Vitality.Bee    | 1 | 1 | 1 | 1  | 2  | 3  | 2  | 2  | 1  | 1  | 1  | 1  | 2  | 1  | 2  | 3  | 2  | 5  |

##### Résultats détaillés
| 1 | KC | 1 | 0 | MF | LD | 1 | 0 | GW | GW | 0 | 1 | SL | BD | 1 | 0 | GW | OP | 0 | 1 | GO | OP | 0 | 1 | ME | LD | 1 | 0 | OP | GO | 1 | 0 | ME | GO | 1 | 0 | BD |
| 2 | GO | 0 | 1 | GW | SL | 0 | 1 | BD | VI | 1 | 0 | OP | ME | 0 | 1 | VI | ME | 1 | 0 | SL | GO | 0 | 1 | MF | ME | 1 | 0 | BD | GW | 1 | 0 | OP | OP | 0 | 1 | KC |
| 3 | VI | 1 | 0 | SL | ME | 1 | 0 | KC | MF | 1 | 0 | ME | GO | 1 | 0 | KC | KC | 0 | 1 | LD | LD | 0 | 1 | BD | KC | 1 | 0 | GW | LD | 0 | 1 | SL | SL | 0 | 1 | MF |
| 4 | BD | 1 | 0 | OP | GO | 0 | 1 | VI | KC | 1 | 0 | BD | MF | 0 | 1 | LD | VI | 0 | 1 | BD | SL | 1 | 0 | KC | VI | 1 | 0 | MF | VI | 0 | 1 | KC | VI | 1 | 0 | LD |
| 5 | ME | 0 | 1 | LD | MF | 1 | 0 | OP | LD | 1 | 0 | GO | OP | 0 | 1 | SL | GW | 1 | 0 | MF | GW | 1 | 0 | VI | SL | 1 | 0 | GO | BD | 0 | 1 | MF | ME | 0 | 1 | GW |

| 1 | GW | 1 | 0 | GO | OP | 0 | 1 | MF | OP | 0 | 1 | VI | VI | 0 | 1 | ME | SL | 1 | 0 | ME | BD | 1 | 0 | ME | ME | 0 | 1 | OP | ME | 0 | 1 | GO | GW | 0 | 1 | ME |
| 2 | LD | 1 | 0 | ME | GW | 0 | 1 | LD | GO | 0 | 1 | LD | LD | 1 | 0 | MF | LD | 0 | 1 | KC | GW | 0 | 1 | KC | MF | 1 | 0 | GO | OP | 1 | 0 | GW | BD | 1 | 0 | GO |
| 3 | MF | 0 | 1 | KC | KC | 1 | 0 | ME | SL | 1 | 0 | GW | SL | 1 | 0 | OP | BD | 0 | 1 | VI | GO | 1 | 0 | SL | VI | 0 | 1 | GW | MF | 0 | 1 | BD | KC | 1 | 0 | OP |
| 4 | SL | 0 | 1 | VI | BD | 1 | 0 | SL | BD | 0 | 1 | KC | KC | 0 | 1 | GO | MF | 1 | 0 | GW | OP | 0 | 1 | LD | BD | 1 | 0 | LD | KC | 0 | 1 | VI | MF | 1 | 0 | SL |
| 5 | OP | 0 | 1 | BD | VI | 1 | 0 | GO | ME | 0 | 1 | MF | GW | 0 | 1 | BD | GO | 1 | 0 | OP | MF | 1 | 0 | VI | KC | 1 | 0 | SL | SL | 0 | 1 | LD | LD | 1 | 0 | VI |

Légende
- Victoire à domicile
- Victoire à l'extérieur

##### Meilleurs joueurs
Le tableau ci-dessus regroupe les meilleurs joueurs (en anglais « most valuable player ») élus au cours de la saison.
| Liste meilleurs joueurs | Liste meilleurs joueurs | Liste meilleurs joueurs | Liste meilleurs joueurs |
| Saison Régulière        | Saison Régulière        | Saison Régulière        | Saison Régulière        |
| Nombre                  | Joueurs                 | Rôle                    | Équipe                  |
| ----------------------- | ----------------------- | ----------------------- | ----------------------- |
| 5                       | Crownshot               | Botlaner                | Team BDS Ac.            |
| 5                       | Skeanz                  | Jungler                 | Vitality.Bee            |
| 4                       | Akabane                 | Jungler                 | GameWard                |
| 4                       | Scarlet                 | Midlaner                | Solary                  |
| 4                       | Szygenda                | Toplaner                | Vitality.Bee            |
| 3                       | Cody Sun                | Botlaner                | Mirage Elyandra         |
| 3                       | Exakick                 | Botlaner                | LDLC OL                 |
| 3                       | Ragner                  | Toplaner                | LDLC OL                 |
| 3                       | Saken                   | Midlaner                | Karmine Corp            |
| 3                       | Cabochard               | Toplaner                | Karmine Corp            |
| 3                       | Kio                     | Toplaner                | Solary                  |
| 3                       | Woolite                 | Botlaner                | Misfits Premier         |
| 2                       | Agresivoo               | Toplaner                | Team BDS Ac.            |
| 2                       | Czajek                  | Midlaner                | Misfits Premier         |
| 2                       | Czekolad                | Midlaner                | GameWard                |
| 2                       | Eika                    | Midlaner                | LDLC OL                 |
| 2                       | Memento                 | Jungler                 | Mirage Elyandra         |
| 2                       | Ronaldo                 | Midlaner                | GamersOrigin            |
| 2                       | Vizicsacsi              | Toplaner                | GamersOrigin            |
| 2                       | Yike                    | Jungler                 | LDLC OL                 |
| 1                       | 113                     | Jungler                 | Karmine Corp            |
| 1                       | Diplex                  | Midlaner                | Vitality.Bee            |
| 1                       | Djoko                   | Jungler                 | Solary                  |
| 1                       | Erdote                  | Support                 | Team BDS Ac.            |
| 1                       | Hantera                 | Support                 | Karmine Corp            |
| 1                       | Irrelevant              | Toplaner                | Misfits Premier         |
| 1                       | Karim kt                | Jungler                 | GamersOrigin            |
| 1                       | Rekkles                 | Botlaner                | Karmine Corp            |
| 1                       | SMILEY                  | Botlaner                | GamersOrigin            |
| 1                       | TynX                    | Jungler                 | Misfits Premier         |
| 1                       | Vander                  | Support                 | Misfits Premier         |

#### Playoffs
|              | 1er Tour        | 1er Tour                         |              |                                                                                                 |  | 2e Tour      | 2e Tour      |  |  |  | 3e Tour      | 3e Tour      |  |  | Finale       | Finale       |
|              |                 |                                  |              |                                                                                                 |  |              |              |  |  |  |              |              |  |  |              |              |
|              |                 |                                  |              |                                                                                                 |  | 23 mars 2022 |              |  |  |  |              |              |  |  |              |              |
|              |                 |                                  |              |                                                                                                 |  | LDLC OL      | 3            |  |  |  |              |              |  |  |              |              |
|              |                 |                                  |              |                                                                                                 |  | Karmine Corp | 0            |  |  |  |              |              |  |  | 31 mars 2022 | 31 mars 2022 |
|              |                 |                                  |              |                                                                                                 |  |              |              |  |  |  |              |              |  |  | LDLC OL      | 3            |
|              | 16 mars 2022    | 16 mars 2022                     | 16 mars 2022 |                                                                                                 |  |              |              |  |  |  | 30 mars 2022 | 30 mars 2022 |  |  | BDS Academy  | 2            |
|              | BDS Academy     | 3                                |              |                                                                                                 |  |              |              |  |  |  | Karmine Corp | 1            |  |  |              |              |
|              | GamersOrigin    | 1                                |              |                                                                                                 |  | 24 mars 2022 | 24 mars 2022 |  |  |  | BDS Academy  | 3            |  |  |              |              |
|              |                 |                                  |              |                                                                                                 |  | BDS Academy  | 3            |  |  |  |              |              |  |  |              |              |
| 17 mars 2022 | 17 mars 2022    | 17 mars 2022                     |              |                                                                                                 |  | Vitality.Bee | 2            |  |  |  |              |              |  |  |              |              |
|              | Misfits Premier | 0                                |              |                                                                                                 |  |              |              |  |  |  |              |              |  |  |              |              |
|              | Vitality.Bee    | 3                                |              |                                                                                                 |  |              |              |  |  |  |              |              |  |  |              |              |
|              |                 |                                  |              | \| Légende: \| \| Progression de l'équipe perdante \| \| Progression de l'équipe victorieuse \| |  |              |              |  |  |  |              |              |  |  |              |              |
| Légende:     |                 | Progression de l'équipe perdante |              | Progression de l'équipe victorieuse                                                             |  |              |              |  |  |  |              |              |  |  |              |              |

### Segment d'été
Avant le début du segment d'été, GamersOrigin change de nom et devient Team GO. Les effectifs de LDLC OL, la Karmine Corp et Vitality.Bee n'évoluent pas par rapport au segment de printemps et font figures de favoris. La Team BDS Academy, renforcée par les arrivées de Adam « Adam » Maanane, de Steven « Reeker » Chen et Tobias « Dreamer Ace » Schreckeneder, fait également partie des équipes attendues en phase finale. Au contraire, Misfits Premier a enregistré les départs de Joel « Irrelevant » Miro Scharoll, promu en LEC, et Tae-min « HiRit » Shin, rentré en Corée du Sud pour des raisons personnelles. Le toplaner Krzysztof « Kackos » Kubziakowski remplace Irrelevant, tandis que Tynx est remplacé par Nikolay « Zanzarah » Akatov, ancien joueur d'Astralis en LEC. 
| Équipe                   | Joueurs                         | Joueurs                     | Joueurs                      | Joueurs                   | Joueurs                      | Entraîneur(s)                                  |
| Équipe                   | Toplaner                        | Jungler                     | Midlaner                     | Botlaner                  | Support                      | Entraîneur(s)                                  |
| ------------------------ | ------------------------------- | --------------------------- | ---------------------------- | ------------------------- | ---------------------------- | ---------------------------------------------- |
| Team GO                  | NuQ (Erkmen Erdoğdu)            | Karim kt (Karim Aubineau)   | Ronaldo (Ronaldo Betea)      | SMILEY (Ludvig Granquist) | Veignorem (Đai-vinh Lussiez) | Jesiz (Jesse Le)                               |
| GameWard                 | Melonik (Dawid Ślęczka)         | Akabane (Philippe Le)       | Czekolad (Paweł Szczepanik)  | Innaxe (Nihat Aliev)      | Kamilius (Kamil Košťál)      | Nico (Nicolas Perez) Malau (Malaury Restouble) |
| Karmine Corp             | Cabochard (Lucas Simon-Meslet)  | 113/Bumm (Doğukan Balcı)    | Saken (Lucas Fayard)         | Rekkles (Martin Larsson)  | Hantera (Jules Bourgeois)    | Striker (Yanis Kella) Reha (Rehareha Ramanana) |
| LDLC OL                  | Ragner (Onurcan Aslan)          | Yike (Martin Sundelin)      | Eika (Jérémy Valdenaire)     | Exakick (Thomas Foucou)   | Doss (Mads Schwartz)         | Zeph (Quentin Viguié)                          |
| Mirage Elyandra          | Badlulu (Lucas Piochaud)        | Memento (Jonas Elmarghichi) | RangJun (Kim Sang-jun)       | Cody Sun (Liyu Sun)       | Raxxo (Oskar Bazydło)        | Kirei (Thomas Yuen)                            |
| Misfits Premier          | Kackos (Krzysztof Kubziakowski) | Shlatan (Lucjan Ahmad)      | Czajek (Mateusz Czajka)      | Woolite (Paweł Pruski)    | Vander (Oskar Bogdan)        | delord (Paweł Szabla)                          |
| Solary                   | Kio (Simon Králik)              | Djoko (Charly Guillard)     | Scarlet (Marcel Wiederhofer) | Asza (Patrick Jacobs)     | Steeelback (Pierre Medjaldi) | Jon (Jonathan Ellis)                           |
| Team BDS Academy         | Adam (Adam Maanane)             | Sheo (Théo Borile)          | Reeker (Steven Chen)         | Crownshot (Juš Marušič)   | Erdote (Robert Nowak)        | GotoOne (Adrien Picard)                        |
| Team Oplon               | Darlik (Aymeric Garçon)         | Shernfire (Shern Tai)       | Peng (Pengcheng Shen)        | Bung (Jakob Gramm)        | Twiizt (Elton Spetsig)       | Nerroh (Stefan Pereira)                        |
| Vitality.Bee             | Szygenda (Mathias Jensen)       | Skeanz (Duncan Marquet)     | Diplex (Dimitri Ponomarev)   | Jeskla (Jesper Strömberg) | Jactroll Jakub Skurzyński)   | Realistik (Andrei Ruse)                        |
| Nationalités des joueurs | 15 - 10 - 7 - 3 - 2 - 1         | 15 - 10 - 7 - 3 - 2 - 1     | 15 - 10 - 7 - 3 - 2 - 1      | 15 - 10 - 7 - 3 - 2 - 1   | 15 - 10 - 7 - 3 - 2 - 1      | 15 - 10 - 7 - 3 - 2 - 1                        |

Sur la lancée de son début de saison, LDLC OL débute le segment estival par une série de victoires, tout comme Vitality.Bee. L’équipe lyonnaise termine la phase aller invaincue, dominant ses adversaires collectivement dès les drafts de leur entraîneur Quentin « Zeph » Viguié. Individuellement, le joueur de la voie du milieu Jérémy « Eika » Valdenaire s'illustre en cumulant six distinctions de meilleur joueur de la partie sur neuf possibles. En embuscade avec Vitality et GameWard, la Karmine Corp marque la phase aller en réunissant 12 000 spectateurs au Palais omnisports de Paris-Bercy pour la partie contre Misfits Premier. Victorieux à Bercy, les Misfits Premier enchaînent les succès et se relancent dans la course aux places de playoffs.
La série de victoires de LDLC OL s'achève après treize victoires d'affilée, l'équipe lyonnaise se fait surprendre par la Team GO. Qualifiée très tôt dans le segment pour la phase finale, l’équipe lyonnaise s'assure la première place et la qualification directe pour les Amazon European Masters avant la dernière semaine de la saison régulière. Malgré l’absence temporaire du toplaner Mathias « Szygenda » Jensen, malade, remplacé par l’ancien jungler de leur équipe LEC Oskar « Selfmade » Boredek, Vitality.Bee se maintient en haut du classement.
Retrouvant le goût de la victoire, Team BDS Academy, Solary ou encore Team Oplon ont l'espoir de se qualifier pour le tournoi final en milieu de segment. Malgré de belles victoires face à la Karmine Corp et GameWard et le remplacement au niveau de la botlane de Fares « Xicor » Saidana par Jakob « Bung » Gramm, les Spartiates de la Team Oplon n'arrivent pas à sortir du bas de classement. Défaits par Mirage Elyandra grâce à une bonne draft, Team Oplon reste devant l'équipe franco-canadienne qui met un terme à sa série de douze défaites de suite. Mi-juillet, Mirage Elyandra annonce l'arrivée de Paul « Soaz » Boyer en tant qu'entraîneur-assistant et remplacement dans la voie du haut.
D'autres équipes glissent dans le tableau, notamment Team GO, après un début de segment d'été sur les chapeaux de roues, multiplient les revers. En course pour les playoffs, la Team BDS Academy doit faire sans le botlaner Juš « Crownie » Marušič, suspendu une semaine par Riot Games et remplacé en urgence par Matthew « xMatty » Combs, botlaner venant de l'équipe en LEC. La Karmine Corp enchaîne les défaites contre ses adversaires directs comme Solary. 
Début juillet, la LFL organise son deuxième événement sur scène à La Seine musicale à Boulogne-Billancourt : le LFL Prixtel Day. Devant 3 400 personnes, la Team Oplon obtient la victoire contre la Team GO et réduit ses chances de qualification en phase finale. Au contraire, Solary, vainqueur de Mirage Elyandra, peut encore croire à la qualification. LDLC OL confirme sa domination en s'imposant contre son dauphin GameWard, qui évolue à domicile, tandis que la Team BDS Academy arrive à décrocher une victoire méritée après un match très compliqué face aux Misfits Premier. L'événement se conclut après le match de la semaine entre la Karmine Corp et Vitality.Bee. Devant deux importants groupes de supporteurs, le Blue Wall pour Karmine et les Golden Hornets pour Vitality, l'équipe des abeilles l’emporte et place la Karmine Corp dans une situation délicate.

#### Saison régulière

##### Classement général
| 1  | LDLC OL         | 18 | 17 | 1  | Round 2      |
| 2  | Team BDS Ac.    | 18 | 11 | 7  | Round 2      |
| 2  | Vitality.Bee    | 18 | 11 | 7  | Round 1      |
| 2  | GameWard        | 18 | 11 | 7  | Round 1      |
| 5  | Karmine Corp    | 18 | 9  | 9  | Round 1      |
| 5  | Misfits Premier | 18 | 9  | 9  | Round 1      |
| 7  | Team GO         | 18 | 8  | 10 | Non qualifié |
| 8  | Solary          | 18 | 7  | 11 | Non qualifié |
| 9  | Team Oplon      | 18 | 4  | 14 | Non qualifié |
| 10 | Mirage Elyandra | 18 | 3  | 15 | Non qualifié |

| Journée →       | 1 | 2 | 3 | 4 | 5  | 6 | 7 | 8 | 9 | 10 | 11 | 12 | 13 | 14 | 15 | 16 | 17 | 18 |
| Équipe          |   |   |   |   |    |   |   |   |   |    |    |    |    |    |    |    |    |    |
| --------------- | - | - | - | - | -- | - | - | - | - | -- | -- | -- | -- | -- | -- | -- | -- | -- |
| Team GO         | 1 | 1 | 4 | 3 | 5  | 5 | 5 | 5 | 5 | 5  | 5  | 6  | 7  | 7  | 7  | 7  | 7  | 7  |
| GameWard        | 1 | 1 | 1 | 3 | 2  | 2 | 2 | 2 | 2 | 2  | 2  | 2  | 2  | 2  | 2  | 3  | 3  | 2  |
| Karmine Corp    | 1 | 5 | 4 | 3 | 2  | 2 | 3 | 2 | 3 | 4  | 4  | 4  | 5  | 5  | 4  | 5  | 5  | 5  |
| LDLC OL         | 1 | 1 | 1 | 1 | 1  | 1 | 1 | 1 | 1 | 1  | 1  | 1  | 1  | 1  | 1  | 1  | 1  | 1  |
| Mirage Elyandra | 6 | 5 | 6 | 6 | 7  | 7 | 9 | 9 | 9 | 10 | 10 | 10 | 10 | 10 | 10 | 10 | 10 | 10 |
| Misfits Premier | 6 | 7 | 8 | 6 | 7  | 7 | 7 | 6 | 6 | 6  | 5  | 5  | 4  | 4  | 4  | 5  | 6  | 5  |
| Solary          | 6 | 7 | 8 | 9 | 7  | 7 | 7 | 6 | 7 | 6  | 8  | 8  | 8  | 8  | 8  | 8  | 8  | 8  |
| Team BDS Ac.    | 6 | 7 | 6 | 6 | 6  | 6 | 5 | 6 | 7 | 8  | 7  | 6  | 6  | 6  | 4  | 4  | 3  | 2  |
| Team Oplon      | 6 | 7 | 8 | 9 | 10 | 7 | 9 | 9 | 9 | 9  | 9  | 9  | 9  | 9  | 9  | 9  | 9  | 9  |
| Vitality.Bee    | 1 | 1 | 1 | 1 | 2  | 2 | 3 | 4 | 3 | 3  | 3  | 3  | 3  | 2  | 2  | 2  | 2  | 2  |

##### Résultats détaillés
| 1 | BD | 0 | 1 | LD | GO | 1 | 0 | MF | GW | 1 | 0 | OP | OP | 0 | 1 | VI | SL | 1 | 0 | MF | GW | 1 | 0 | BD | SL | 1 | 0 | OP | MF | 1 | 0 | BD | SL | 0 | 1 | GW |
| 2 | GO | 1 | 0 | SL | ME | 1 | 0 | BD | LD | 1 | 0 | ME | MF | 1 | 0 | ME | ME | 0 | 1 | KC | OP | 1 | 0 | ME | ME | 0 | 1 | GW | OP | 0 | 1 | GO | OP | 0 | 1 | MF |
| 3 | GW | 1 | 0 | MF | GW | 1 | 0 | KC | KC | 1 | 0 | GO | LD | 1 | 0 | SL | LD | 1 | 0 | GO | SL | 0 | 1 | KC | BD | 1 | 0 | GO | GW | 0 | 1 | LD | BD | 0 | 1 | VI |
| 4 | KC | 1 | 0 | OP | SL | 0 | 1 | VI | VI | 1 | 0 | MF | BD | 0 | 1 | KC | GW | 1 | 0 | VI | GO | 0 | 1 | VI | LD | 1 | 0 | VI | VI | 0 | 1 | KC | LD | 1 | 0 | KC |
| 5 | VI | 1 | 0 | ME | OP | 0 | 1 | LD | SL | 0 | 1 | BD | GO | 1 | 0 | GW | OP | 0 | 1 | BD | MF | 0 | 1 | LD | MF | 1 | 0 | KC | SL | 1 | 0 | ME | ME | 0 | 1 | GO |

| 1 | ME | 0 | 1 | VI | LD | 1 | 0 | OP | ME | 0 | 1 | LD | VI | 1 | 0 | OP | GO | 1 | 0 | LD | VI | 0 | 1 | GO | GO | 0 | 1 | OP | OP | 0 | 1 | SL | GO | 1 | 0 | ME |
| 2 | OP | 1 | 0 | KC | BD | 1 | 0 | ME | MF | 1 | 0 | GW | SL | 0 | 1 | LD | MF | 1 | 0 | SL | OP | 0 | 1 | ME | ME | 0 | 1 | SL | GO | 0 | 1 | BD | GW | 1 | 0 | SL |
| 3 | MF | 0 | 1 | GW | MF | 1 | 0 | GO | BD | 1 | 0 | SL | GW | 1 | 0 | GO | VI | 1 | 0 | GW | KC | 0 | 1 | SL | LD | 1 | 0 | GW | VI | 0 | 1 | LD | VI | 0 | 1 | BD |
| 4 | LD | 1 | 0 | BD | KC | 0 | 1 | GW | GO | 0 | 1 | KC | KC | 0 | 1 | BD | KC | 1 | 0 | ME | LD | 1 | 0 | MF | BD | 1 | 0 | MF | KC | 1 | 0 | MF | KC | 0 | 1 | LD |
| 5 | SL | 1 | 0 | GO | VI | 1 | 0 | SL | OP | 1 | 0 | GW | ME | 0 | 1 | MF | BD | 1 | 0 | OP | BD | 1 | 0 | GW | KC | 0 | 1 | VI | GW | 0 | 1 | ME | MF | 1 | 0 | OP |

Légende
- Victoire à domicile
- Victoire à l'extérieur

#### Playoffs
|             | 1er Tour        | 1er Tour                         |             |                                                                                                 |  | 2e Tour          | 2e Tour      |  |  |  | 3e Tour      | 3e Tour      |  |  | Finale           | Finale       |
|             |                 |                                  |             |                                                                                                 |  |                  |              |  |  |  |              |              |  |  |                  |              |
|             |                 |                                  |             |                                                                                                 |  | 10 août 2022     |              |  |  |  |              |              |  |  |                  |              |
|             |                 |                                  |             |                                                                                                 |  | LDLC OL          | 1            |  |  |  |              |              |  |  |                  |              |
|             |                 |                                  |             |                                                                                                 |  | Team BDS Academy | 3            |  |  |  |              |              |  |  | 18 août 2022     | 18 août 2022 |
|             |                 |                                  |             |                                                                                                 |  |                  |              |  |  |  |              |              |  |  | Team BDS Academy | 1            |
|             | 3 août 2022     | 3 août 2022                      | 3 août 2022 |                                                                                                 |  |                  |              |  |  |  | 17 août 2022 | 17 août 2022 |  |  | LDLC OL          | 3            |
|             | Vitality.Bee    | 3                                |             |                                                                                                 |  |                  |              |  |  |  | LDLC OL      | 3            |  |  |                  |              |
|             | Misfits Premier | 0                                |             |                                                                                                 |  | 11 août 2022     | 11 août 2022 |  |  |  | Vitality.Bee | 2            |  |  |                  |              |
|             |                 |                                  |             |                                                                                                 |  | Vitality.Bee     | 3            |  |  |  |              |              |  |  |                  |              |
| 4 août 2022 | 4 août 2022     | 4 août 2022                      |             |                                                                                                 |  | GameWard         | 1            |  |  |  |              |              |  |  |                  |              |
|             | GameWard        | 3                                |             |                                                                                                 |  |                  |              |  |  |  |              |              |  |  |                  |              |
|             | Karmine Corp    | 1                                |             |                                                                                                 |  |                  |              |  |  |  |              |              |  |  |                  |              |
|             |                 |                                  |             | \| Légende: \| \| Progression de l'équipe perdante \| \| Progression de l'équipe victorieuse \| |  |                  |              |  |  |  |              |              |  |  |                  |              |
| Légende:    |                 | Progression de l'équipe perdante |             | Progression de l'équipe victorieuse                                                             |  |                  |              |  |  |  |              |              |  |  |                  |              |

### Bilan de la saison
| Tableau récapitulatif de la saison | Tableau récapitulatif de la saison |
| Titre                              | Équipe                             |
| Saison régulière                   | Saison régulière                   |
| ---------------------------------- | ---------------------------------- |
| Segment Printanier                 | LDLC OL                            |
| Segment Estival                    | LDLC OL                            |
| Playoffs                           |                                    |
| Segment Printanier                 | LDLC OL                            |
| Segment Estival                    | LDLC OL                            |
| Coupe de France                    |                                    |
| Champion                           | Vitality.Bee                       |

## Aspects financiers
Le CIC est le partenaire majeur de la compétition depuis ses débuts et le reste pour cette quatrième saison. Laure Valée et Tweekz sont les deux ambassadeurs de la marque pour créer du contenu vidéo autour de la compétition. Aldi et Intel ont reconduit leur partenariat avec la LFL qui voit d'ajouter un nouveau sponsor avec l'entreprise Kit-Kat. Le fournisseur officiel de la compétition est MGG Equipement. L'entreprise Kia devient sponsor de la compétition en juin en amont du segment estival.